# Kloster Sázava

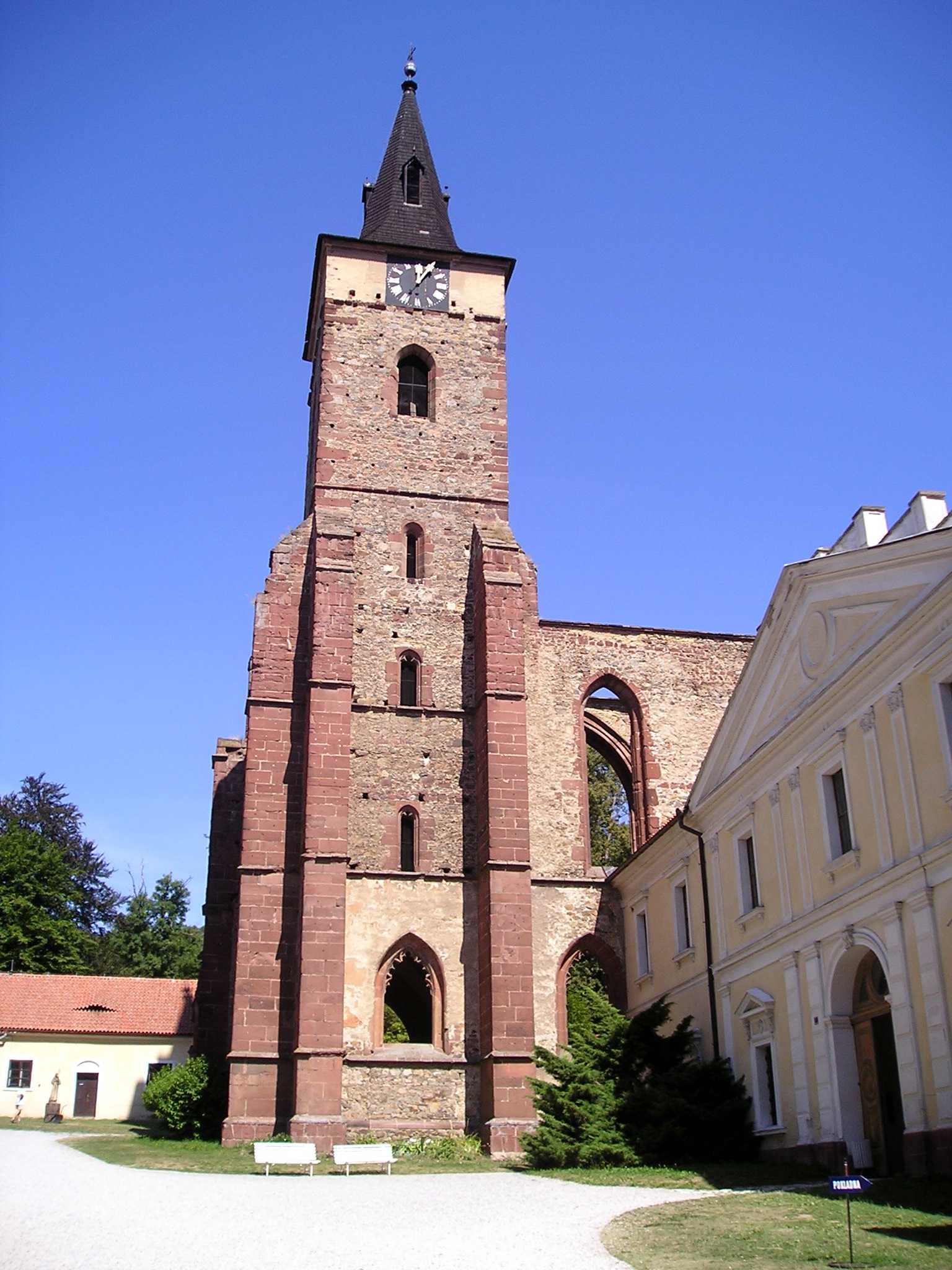
Turm der unvollendeten, Hl. Maria und Johannes dem Täufer geweihten gotischen Abteikirche

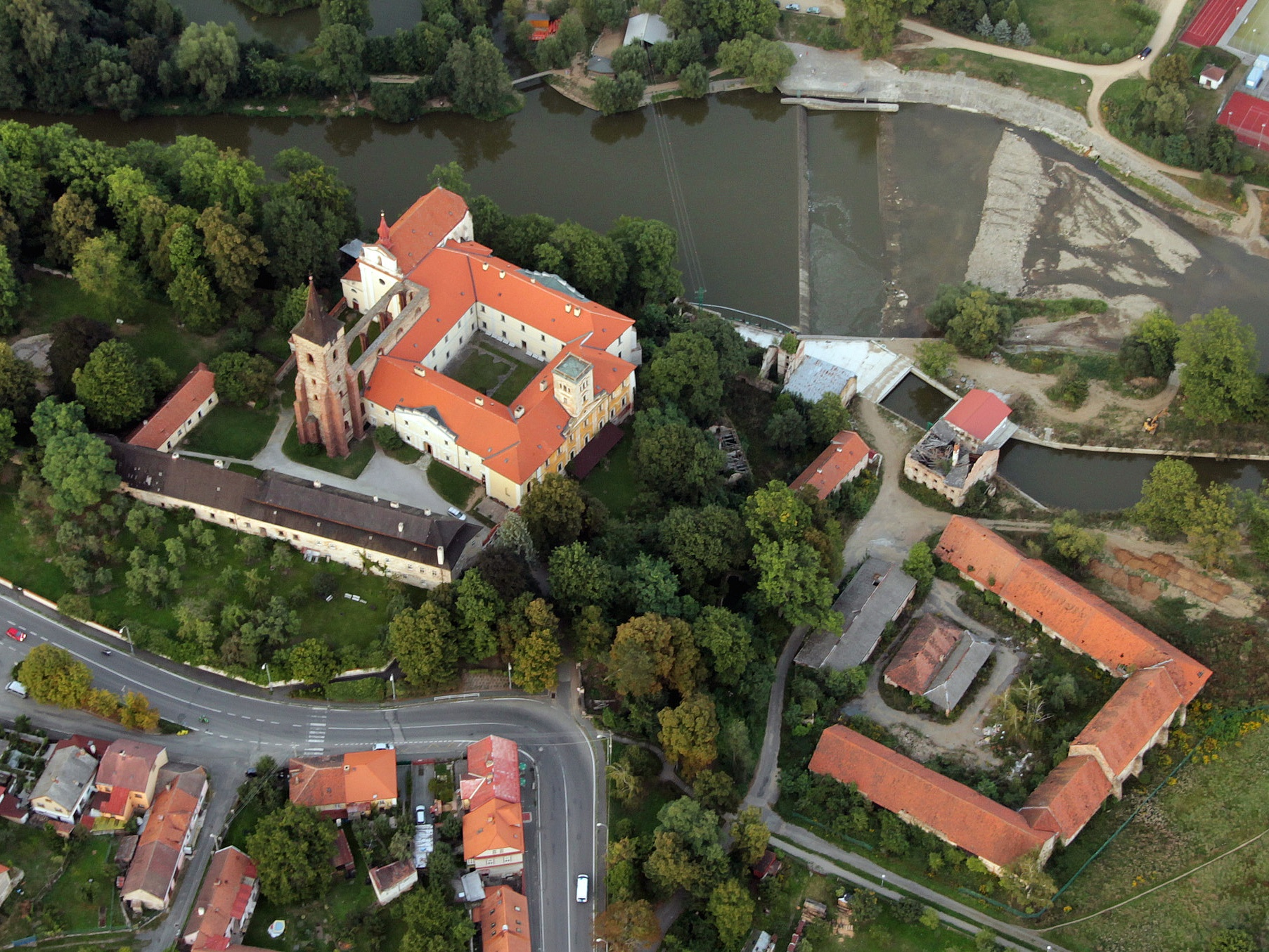
Luftbild der Klosteranlage

Das Kloster Sázava (deutsch Sasau) ist eine ehemalige Benediktinerabtei in Černé Budy (dt.: Klosterdorf), einem Ortsteil der Stadt Sázava im okres Benešov, Tschechien. Der Eremit und spätere Heilige Prokop gründete es 1032.

## Bedeutung
Das Kloster war im 11. Jahrhundert ein Zentrum altkirchenslawischer Schriftlichkeit. Nach der Auflösung der kirchenslawisch geprägten Mönchsgemeinschaft im Jahr 1096 und der Einführung des römisch-lateinischen Ritus bestand die Abtei bis 1785 fort. Wegen seiner romanischen, gotischen und barocken Bauwerke besitzt das Kloster Sázava seit 1962 den Status eines Nationalen Kulturdenkmals.

## Geschichte

### Gründung
Sázava ist das viertälteste Kloster in Böhmen. Die drei ersten Mönchsgemeinschaften waren unmittelbar mit dem Machtzentrum in Prag verbunden: Um 973 gründete Mlada, Schwester des Fürsten Boleslav I., das Frauenkloster St. Georg in der Prager Burg, 993 gründete Bischof Adalbert das Stift Břevnov, das mit Mönchen aus dem bayerischen Kloster Niederaltaich besiedelt wurde, und 999 stiftete Boleslav III. das Kloster Ostrov. Sázava hatte die Billigung der höchsten Würdenträger dagegen erst nachträglich erfahren. Um 1009 ließ sich der ehemalige Priester Prokop als Eremit in den Wäldern am Fluss Sázava nieder. Bei der Klause entstand eine informelle Siedlung seiner Anhänger und Schüler, die sich nach einiger Zeit eine Regel gab. Schon die älteste Tradition legte die eigentliche Klostergründung in das Jahr 1032. Gleichzeitig hieß es, Fürst Břetislav I. habe die Gründung bestätigt und Prokop als ersten Abt eingesetzt – ein Widerspruch, da Břetislav erst 1035 die Herrschaft übernommen hatte. Die um 1170 im Kloster entstandene Chronik gab deshalb an, dass bereits Fürst Oldřich den Eremiten bei der Jagd in den Wäldern getroffen und ihm die Abtswürde angetragen habe. Den Titel habe Prokop abgelehnt, bei der Gelegenheit aber eine Schale Wasser in Wein verwandelt, um den Fürsten angemessen zu bewirten – eine verbreitete Legende und möglicherweise ein Versuch, dem Klosterbesitz eine nachträgliche Legitimationsgrundlage zu verschaffen.

### Slawische Liturgie und Literatur
Die Mönche nahmen die Ordensregel der Benediktiner an und feierten die Liturgie nach römischem Ritus, jedoch in slawischer Sprache. Den slawischen Gottesdienst praktizierten im frühmittelalterlichen Böhmen Weltpriester; der Heilige Prokop soll ein solcher gewesen sein, bevor er Mönch wurde. Mutmaßlich führten bereits am Ende des 9. Jahrhunderts Schüler der Slawenapostel Kyrill und Method die liturgische Sprache in Böhmen ein, und aus dem 10. Jahrhundert sind einige literarische Denkmäler erhalten. In welchem Umfang die Geistlichen das Altkirchenslawische verwendeten, ist umstritten, das Prager Bistum ließ aber Papst Johannes XIII. immerhin nur unter der ausdrücklichen Bedingung zu, dass es ein lateinisches sein soll. Sázava war unter den böhmischen Mönchsgemeinschaften des 10. und 11. Jahrhunderts allerdings die einzige, die sich der slawischen Sprache im Gottesdienst bediente.
Das Kloster besaß und produzierte auch slawische Bücher. Es haben sich zwei Handschriften erhalten, die hier entstanden sein sollen. Der ältere Teil des Reimser Evangeliars ist ein 16-seitiges Manuskript in kyrillischer Schrift, das Kaiser Karl IV. dem Prager Emmauskloster als angebliches Autograph des Heiligen Prokop schenkte. Als Teil eines aufwendig geschmückten Evangelienbuches gelangte es im 16. Jahrhundert nach Reims; die letzten französischen Könige verwendeten das Buch bei ihren Krönungszeremonien. Die zweite Handschrift, die sogenannten „Prager glagolitischen Fragmente“, enthalten Passionsgesänge und Hymnen. Von weiteren kirchenslawischen Texten böhmischen Ursprungs gibt es Abschriften aus der Kiewer Rus; Zu ihnen zählen Legenden vom Hl. Wenzel, Ludmilla und Veit, Evangelien, Gebete und Beichtbücher. Ob diese Werke tatsächlich in Sázava geschrieben wurden, ist aber im Einzelnen ungesichert. Die älteste Prokop-Legende, die sogenannte „Vita Minor“, stammt mit Sicherheit von hier; das slawische Original ist jedoch verloren und die Legende liegt heute nur in der lateinischen Übertragung vor.

### Slawische Mönche nach Prokops Tod

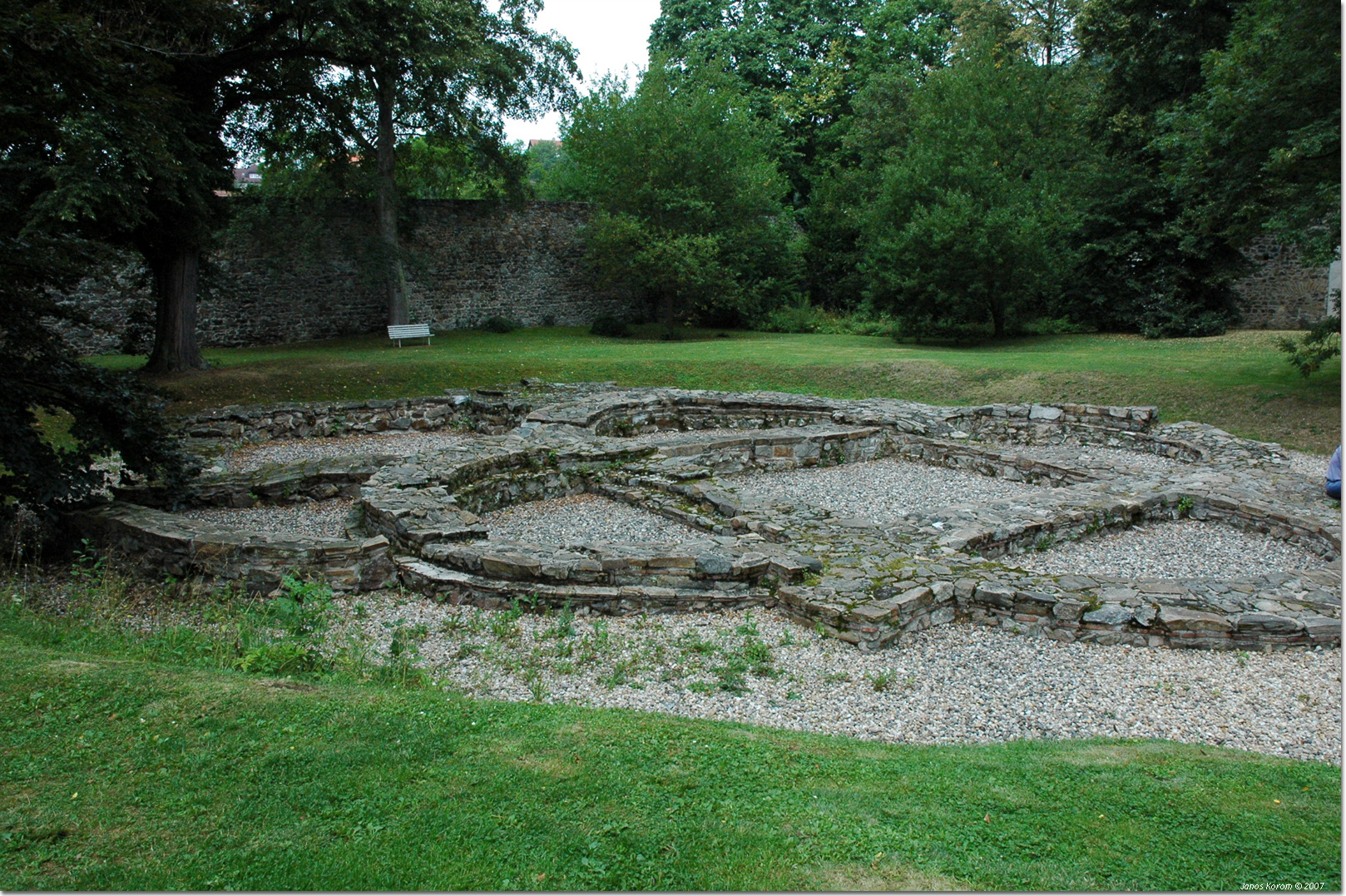
Fundamente der Hl. Kreuz-Kirche im Nordgarten, geweiht um 1070 in der Amtszeit des Abtes Veit

Abt Prokop starb 1053, Nachfolger wurde sein Neffe Veit. Fürst Spytihněv II. (1055–1061) tolerierte im Gegensatz zu seinem Vorgänger die slawischen Mönche nicht. Der Einfluss der römischen Kurie und die Trennung der östlichen und westlichen Kirchen 1054 könnte eine Rolle bei seiner Entscheidung gespielt haben, die Mönche aus Sázava zu vertreiben. 1056 mussten sie das Kloster verlassen und gingen ins Exil nach Ungarn, wohin sich auch Spytihněvs Bruder Vratislav II. zurückgezogen hatte. Als dieser 1061 die Macht in Böhmen übernahm, rief er Abt Veit und seine Brüder umgehend zurück. Das slawische Kloster in Sázava konnte weitere 35 Jahre fortbestehen. In Ungarn hatte die Gemeinschaft Kontakte nach Kiew geknüpft: Sie brachte Reliquien der ersten russischen Heiligen Boris und Gleb nach Böhmen mit. Auch hatten die Mönche den römischen Ritus aufgegeben und sich dem byzantinischen Ritus zugewandt, an dem sie auch nach der Rückkehr nach Böhmen festhielten.
Die kirchenslawische Tradition war in Böhmen in der zweiten Hälfte des 11. Jahrhunderts auch außerhalb des Klosters Sázava noch lebendig, konnte sich aber gegen den Einfluss Roms nicht behaupten. Einen Antrag Fürst Vratislavs II. auf Bewilligung slawischer Gottesdienste im Prager Bistum lehnte Papst Gregor VII. 1080 ab. 1096 musste die Mönchsgemeinschaft in Sázava auf Geheiß Fürst Břetislavs II. das Kloster endgültig aufgeben. Ab dem 3. Januar 1097 übernahmen lateinische Mönche aus Břevnov die Abtei. Laut dem Chronisten Cosmas von Prag fand Abt Diedhard „außer slawischen Büchern keine anderen“ vor – sie seien sämtlich vernichtet oder verstreut worden. Die Gemeinschaft der slawischen Mönche löste sich auf. Einige der Vertriebenen sollen nach langem Umherirren im Land nach Sázava zurückgekehrt sein und sich dem lateinischen Abt unterstellt haben. Da sie sich aber für das neue Kloster nicht eigneten, begingen sie schließlich Selbstmord.

### Lateinische Zeit

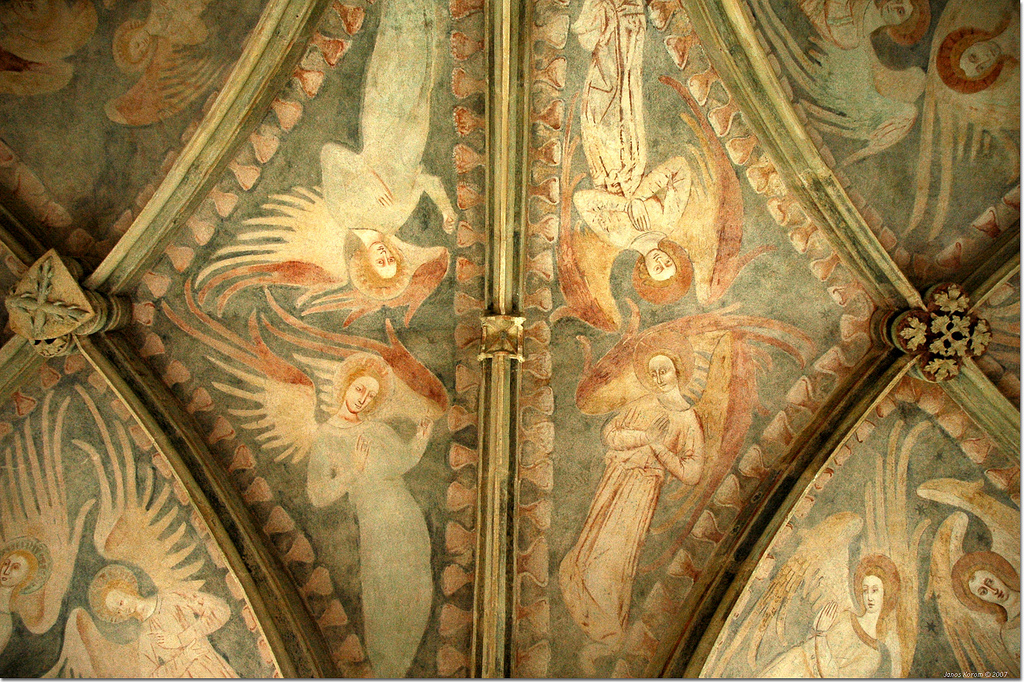
Gotische Deckengemälde im Kapitelsaal

Das lateinische Kloster führte die literarische Tradition fort: In der zweiten Hälfte des 12. Jahrhunderts verfasste hier ein unbekannter Mönch eine Fortsetzung der Cosmas-Chronik. Die neuen Äbte konsolidierten vor allem die wirtschaftliche Basis. Vom 12. bis zum Anfang des 15. Jahrhunderts wuchs der Besitz allmählich an und umfasste schließlich Ländereien von der Moldau bis südlich von Ledeč nad Sázavou. Damit verfügte Sázava zwar über eine vergleichsweise kleine Grundherrschaft. Doch nach der Heiligsprechung Prokops 1204 stieg der Ort zum Wallfahrtsziel auf, was mit umfangreichen Um- und Ausbauten des Klosterareals einherging.
Der Untergang begann mit der Eroberung durch die Hussiten 1421, von dem sich das Kloster nie wieder vollständig erholte. Es verlor fast allen Grundbesitz und blieb daher vom „Mutterhaus“ Břevnov abhängig, deren Obere in Sázava Administratoren und zum Teil auch Äbte einsetzten. 1588 ließ Erzbischof Martin Medek von Müglitz die Reliquien Prokops aus der verfallenen Klosterkirche erheben und nach Prag überführen, womit auch der Grund für die Wallfahrten entfiel.
Eine zweite Blütezeit erlebte das Haus am Ende des 17. Jahrhunderts. 1663–1667 kauften die Äbte von Břevnov den ehemaligen Grundbesitz der Abtei Sázava auf, und 1669 gab der Prager Erzbischof einen Teil der Reliquien zurück. Die Klostergebäude wurden im barocken Stil restauriert, die Pilgerfahrten erneuert. Der Aufschwung dauerte rund hundert Jahre: Im Zuge der josephinischen Reformen  wurde die Abtei 1785 schließlich aufgelöst. Die neuen Eigentümer bauten das Kloster zu einem Schloss um. Es blieb bis 1951 in Privatbesitz. 1962 erhielt das Klosterareal den Status eines nationalen Kulturdenkmals.

## Baugeschichte und Bauwerke

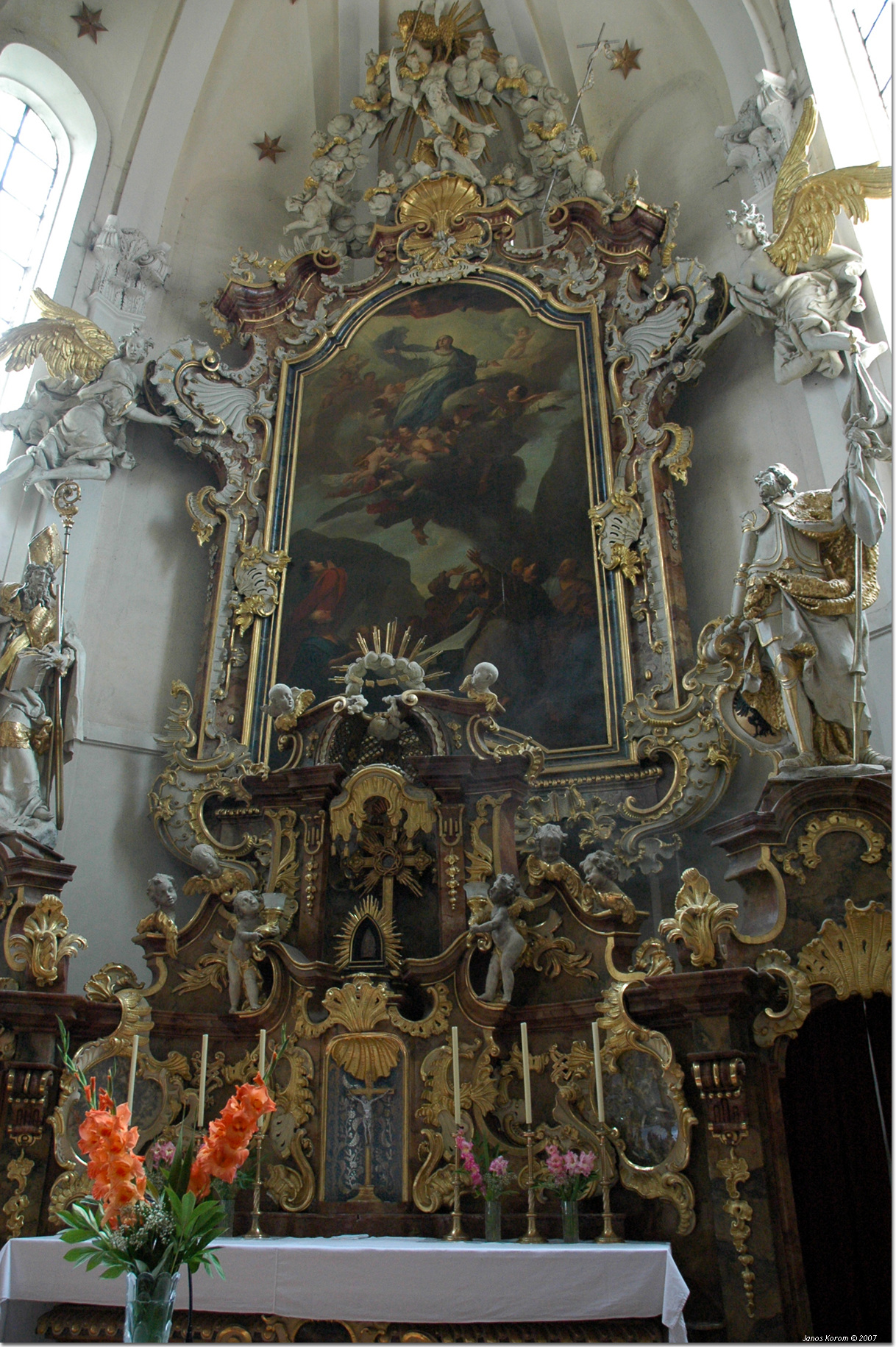
Kirche des Hl. Prokop, barocker Altar

Die älteste Kirche und die Unterkünfte der ersten Mönche waren aus Holz. Sie sind archäologisch auf dem Klostergelände nachgewiesen worden. Noch in der slawischen Zeit entstand um 1070 der erste Steinbau: Die Hl. Kreuz-Kirche war für eine angeschlossene Laiensiedlung bestimmt. Die Fundamente des tetrakonchalen Zentralbaus in Form eines griechischen Kreuzes wurden im Klostergarten freigelegt und konserviert.
In der Amtszeit des letzten slawischen Abtes Božetěch begann den Bau einer romanischen Basilika, der aber erst in der zweiten Hälfte des 12. Jahrhunderts beendet wurde. In dieser Zeit ließen die lateinischen Äbte auch die hölzernen Wohn- und Wirtschaftsgebäude durch Steinbauten ersetzen. Die klostereigene Bauhütte war auch in umliegenden Dörfern tätig. Mehrere romanische Kirchen in der Umgebung tragen ihre Handschrift, so St. Prokop in Záboří nad Labem, St. Jakob in Stříbrná Skalice, St. Peter und Paul in Poříčí nad Sázavou, St. Wenzel in Hrusice und Mariä Verkündigung in Plaňany.
Die gotischen Bauten in Sázava stammen aus dem Zeitraum von etwa 1250 bis zur Plünderung des Klosters durch die Hussiten 1421. Die älteren gotischen Werke werden der Augustiner-Bauhütte aus Roudnice nad Labem zugeschrieben. Um 1340 entstand der Kapitelsaal, dessen Wände um 1370 unbekannte Künstler aus dem Umkreis Kaiser Karls IV. mit Wandmalereien schmückten. Darunter finden sich seltene Mariendarstellungen wie eine Madonna gravida (Maria in der Hoffnung) und eine Madonna, die das Jesuskind tadelt. Ab etwa 1360 übernahm Matthias von Arras, der Baumeister des Veitsdoms in Prag, die Bauleitung. Die Klosterkirche sollte nach seinen Plänen zu einer Kathedrale umgestaltet werden. Der monumentale, der Hl. Maria und Johannes dem Täufer geweihte Bau aus rotem Sandstein blieb unvollendet: An den 56 Meter hohen Turm schließen sich Arkaden der dreischiffig geplanten Halle an, die seit dem 14. Jahrhundert der Witterung ausgesetzt sind. Seit 1997 wird der Torso restauriert.
Nach dem Hussitensturm kam die Bautätigkeit völlig zum Erliegen, das Kloster verfiel und in der Mitte des 16. Jahrhunderts stürzte sogar der Chor der Kirche und die Decke der Krypta ein. Zur Restaurierung kam es erst nach dem Dreißigjährigen Krieg: Die Kirche des Hl. Prokop wurde 1663–1687 im frühbarocken Stil umgestaltet. Ihr Interieur stammt aus dem 18. Jahrhundert, wie das Altarbild von Johann Peter Molitor (1702–1756) und Werke des Bildhauers Richard Prachner (1705–1782). Nach einem großen Brand 1746 berief Abt Anastasius Slančovský den Baumeister Kilian Ignaz Dientzenhofer. Der spätbarocke Umbau  umfasste unter anderem die Fassade der Kirche und das Refektorium, die so ihre bis heute erhaltene Gestalt erhielten.
Die letzte wesentliche Veränderung seines Aussehens erfuhr das ehemalige Kloster um 1870, als Freiherr Jan F. von Neuburg die Klausur zum repräsentativen Wohnhaus umbauen ließ. Das Gebäude erhielt eine neue Fassade und einen Turm. Seit 2007 wird im Innern des Konvents der weiße Anstrich untersucht. Der darunterliegende barocke Wandschmuck ist bereits in Ausschnitten wieder freigelegt worden, zu den Funden zählen aber auch gotische Wandgemälde aus der Zeit Kaiser Karls IV.

## Populärkultur
Das Kloster erlangte internationale Bekanntheit unter dem Namen "Kloster Sasau" durch das Rollenspiel Kingdom Come: Deliverance von 2018. In dem Spiel kann man eine Interpretation des Klosters erkunden, wie es zu Beginn des 15. Jh. ausgesehen haben könnte.